# Shinta Ozawa
Shinta Ozawa (jap. 小澤 信太 Ozawa Shinta; ur. 6 października 1985 w Saitamie) – japoński wspinacz sportowy, specjalizujący się boulderingu, prowadzeniu oraz we wspinaczce łącznej. Mistrz Azji we wspinaczce sportowej w konkurencji boulderingu w 2012.

## Kariera sportowa
Na mistrzostwach Azji w 2012 w chińskim Leye we wspinaczce sportowej zdobył złoty medal w konkurencji boulderingu w finale pokonał Koreańczyków Min Hyun-bina oraz Park Ji-hwana, a w prowadzeniu został sklasyfikowany na czwartym miejsce wspólnie z Akito Matsushimą.
Uczestnik festiwalu wspinaczkowego Rock Master, który corocznie odbywa się na słynnych ścianach wspinaczkowych w Arco, gdzie był zapraszany przez organizatora zawodów. W 2010 na tych zawodach wspinaczkowych zajął dwudzieste piąte miejsce w prowadzeniu.

## Osiągnięcia

### Mistrzostwa świata
| Konkurencje | 2003 | 2005 | 2012 |
| Bouldering  | –    | 23   | 61   |
| Prowadzenie | 35   | 34   | –    |

### Mistrzostwa Azji
| Konkurencje | 2012 |
| Bouldering  | 1    |
| Prowadzenie | 4    |

### Rock Master
| Konkurencje | 2010 |
| Prowadzenie | 25   |